# Kılıçarslan, Sinanpaşa
Kılıçarslan là một thị trấn thuộc huyện Sinanpaşa, tỉnh Afyonkarahisar, Thổ Nhĩ Kỳ. Dân số thời điểm năm 2011 là 2.495 người.